# Круглов, Владимир Ильич
Влади́мир Ильи́ч Кругло́в (12 июля 1896 — 23 января 1968) — генерал-майор, участник Гражданской и Великой Отечественной войн, деятель советского Военно-морского флота, защитник Ленинграда.

## Биография
Круглов Владимир Ильич родился 12 июля 1896 года в городе Ногинске, Московская область. В период с 1924 по 1927 год был руководителем Агитационно-пропагандистского отдела Политического управления на Балтийском флоте. С 1925 года начал совмещать основную службу с работой в газете «Красный Балтийский флот». Позднее закончил курсы переподготовки высшего командующего состава при Военно-морской академии им. К. Е. Ворошилова. В период с 1933 по 1939 год работал в Военно-морском училище им. М. В. Фрунзе. Занимал должность руководителя Исторического отдела Главного морского штаба с 1939 года.
В начале Великой Отечественной войны получил должность командующего управлением морской противовоздушной обороны Кронштадтского морского оборонительного района.
Был уволен в запас в 1950 году. Скончался в Ленинграде 23 января 1968 года, был погребен на кладбище «Памяти жертв 9 января».

## Награды
- Медаль «За оборону Ленинграда»
- Медаль «За победу над Германией в Великой Отечественной войне 1941—1945 гг.»
- Орден Красного Знамени (25.03.1942)
- Орден Красного Знамени (03.11.1944)
- Орден Отечественной войны I степени
- Орден Ленина